# Czerniewice
Czerniewice je vesnice i gmina (obec) v centrální části Polska, v okrese Tomaszów Mazowiecki Lodžského vojvodství. Leží 85 km severozápadně od Varšavy, v historickém Mazovsku, a protéká jí říčka Krzemionka.

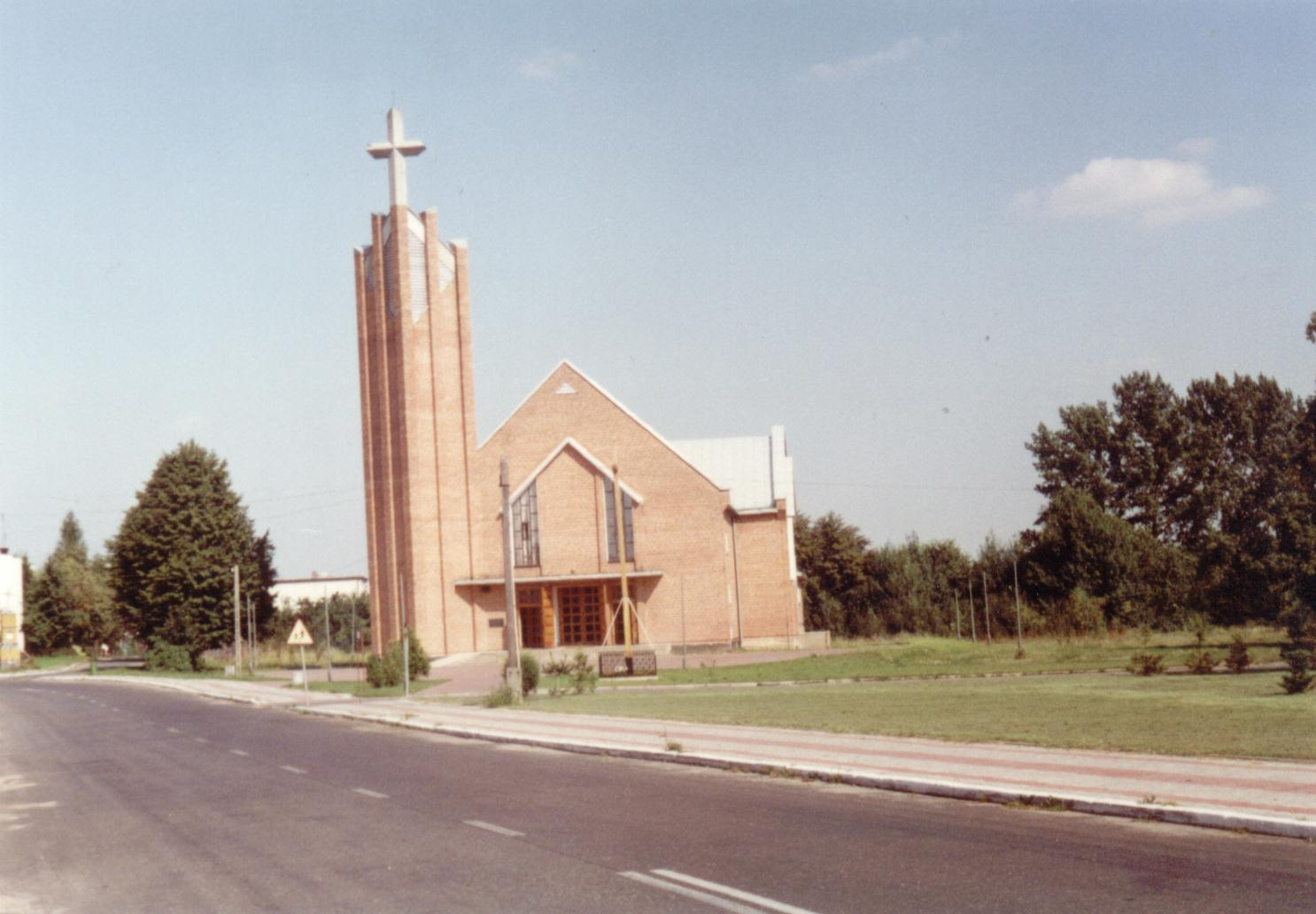
Kostel z 20. století.

První zmínka o lokalitě pochází z 1396 a nachází se v dokumentu mazovského knížete Siemovita IV.
Vlastní vesnice Krzemienica čítá 700 obyvatel, celá gmina 5 144 obyvatel na ploše 127,73 km².